# Marc Reichwein
Marc Reichwein (* 1975 in Konstanz) ist ein deutscher Journalist und Literaturwissenschaftler.

## Leben
Er studierte Germanistik, Italianistik und Journalistik in Leipzig, Zürich und Siena. Marc Reichwein ist Gründungsmitglied des Online-Feuilletons »Der Umblätterer«. Zudem ist er Mitherausgeber des Fachportals literaturkritik.at, das sich mit der Geschichte und Gegenwart des Feuilletonjournalismus und insbesondere der Literaturkritik beschäftigt.
Seit 2014 ist Marc Reichwein Mitglied der Redaktion der Die Welt mit den Themenschwerpunkten Literatur, Sachbücher, Buchhandel, Bibliotheken, Umberto Eco. Bereits seit 2010 veröffentlichte er dort die Reihe "Sprechen Sie Feuilleton?".
Marc Reichwein war auch Jurymitglied verschiedener Literaturpreise, so beim Kurt Tucholsky-Preis und dem Preis der Leipziger Buchmesse.

## Werke/Schriften
- (mit Mara Delius): 111 Actionszenen der Weltliteratur. Die Andere Bibliothek, Berlin 2024, ISBN 978-3-8477-0483-6.